# Bundesratsgebäude (Berlin)
Das Bundesratsgebäude, nach seiner früheren Nutzung auch Preußisches Herrenhaus oder Herrenhausgebäude genannt, ist der Sitz des deutschen Bundesrats in Berlin. Das von 1899 bis 1904 nach Plänen von Friedrich Schulze für das Preußische Herrenhaus erbaute Gebäude befindet sich an der Leipziger Straße im Berliner Ortsteil Mitte. Von 1997 bis 2000 wurde es für die Nutzung durch den Bundesrat adaptiert, der seither hier etwa alle drei bis vier Wochen tagt.

## Geschichte

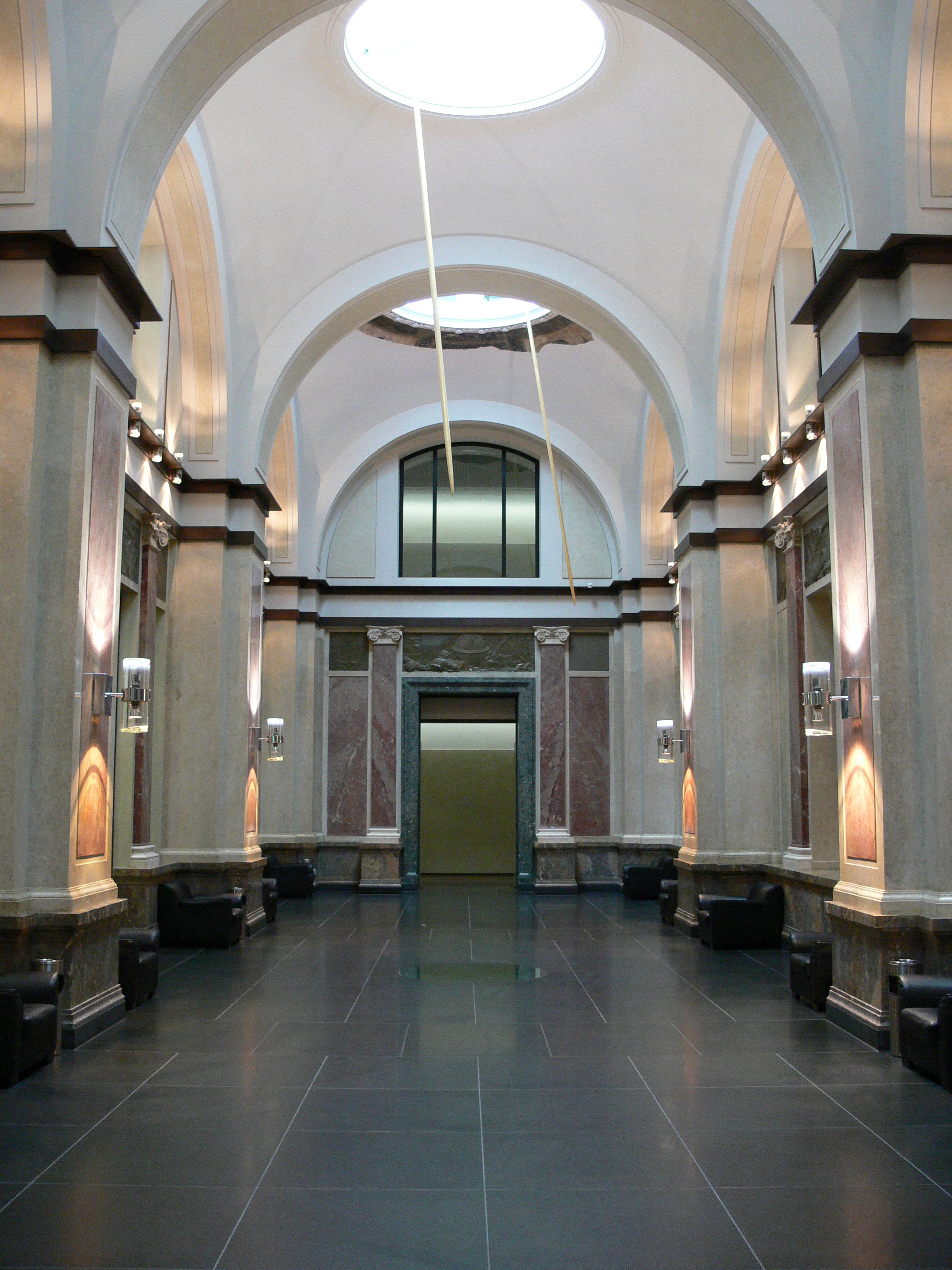
Wandelhalle des Bundesratsgebäudes mit der Installation Die drei Grazien von Rebecca Horn in den Kuppeln

Auf dem Grundstück des heutigen Bundesratsgebäudes befand sich in der Leipziger Straße Nr. 3 zunächst ein 1735–1737 für Heinrich von der Groeben erbautes Palais, das 1746 von der Königlichen Kommerz- und Manufakturkommission erworben und an Antoine Simond zum Betrieb einer Seidenmanufaktur vergeben wurde (Simonsche Seidenfabrik). Diese wurde 1750 von Johann Ernst Gotzkowsky übernommen, der auch das auf dem Nachbargrundstück Nr. 4 um 1735 für Christian Friedrich von Aschersleben erbaute und 1740 an Gedeon le Duchat de Dorville weiterverkaufte Palais von dessen Sohn Johann Ludwig von Dorville 1761 erwarb und eine Porzellanmanufaktur errichtete, die ab 1763 als Königliche Porzellan-Manufaktur Berlin weitergeführt wurde. Das Gebäude Nr. 3 erwarb 1778 Carl Friedrich Leopold Freiherr von der Recke und von 1825 bis 1851 war es dann im Besitz der Familie Mendelssohn, die es in ein repräsentatives Wohngebäude umbauen ließ. In diesem Adelspalais soll Felix Mendelssohn Bartholdy seine Musik zum Sommernachtstraum komponiert haben.
Am 31. Mai 1851 kaufte Preußen das Haus in der Leipziger Straße Nr. 3 von der Familie Mendelssohn und ließ es bis zum 25. November 1851 von dem Architekten Heinrich Bürde umbauen. Es diente nun als Sitz der Ersten Kammer des Preußischen Landtags, die ab 1855 als Preußisches Herrenhaus firmierte. Hier tagte von 1867 bis 1870 auch der Reichstag des Norddeutschen Bundes. Für den Reichstag des Deutschen Kaiserreichs wurde 1871 das Gebäude auf dem Nachbargrundstück Nr. 4 in nur viereinhalb Monaten zum provisorischen Sitzungsgebäude umgebaut, 1874 um ein Stockwerk erhöht und bis 1894 als solches genutzt.
Im Jahr 1899 wurden beide Gebäude abgerissen, um Platz für einen Neubau für das Herrenhaus zu machen. Der Neubau wurde vom Architekten Friedrich Schulze geplant und im Jahr 1904 fertiggestellt. Er wurde nördlich des Gebäudes des Preußischen Abgeordnetenhauses (heute Sitz des Berliner Abgeordnetenhauses) errichtet, das von 1892 bis 1898 vom selben Architekten gebaut worden war. Beide Häuser sind durch ein gemeinsames Kantinen- und Wirtschaftsgebäude verbunden.
Das Preußische Herrenhaus nutzte den Neubau von 1904 – die erste Sitzung fand am 16. Januar statt – bis zum Ende der Institution 1918. Von 1921 bis 1933 tagte in dem Gebäude der Preußische Staatsrat als Vertretung der Provinzen. Am 4. November 1928 fand im Kongresssaal der Gründungskongress des Bundes der Freunde der Sowjetunion statt. Das Gebäude wurde ab 1934 von der Stiftung Preußenhaus unter Hermann Göring dazu genutzt, eine historische Kontinuität von Preußentum und Nationalsozialismus zu propagieren. Kurzzeitig nutzte der neu errichtete Volksgerichtshof die Büroräume. Dann diente der Bau als Haus der Flieger und beherbergte einige von Görings untergeordneten Referaten und Dienststellen. Das Gebäude wurde im Zweiten Weltkrieg stark beschädigt und nach 1946 von der Akademie der Wissenschaften der DDR als Sitz des Zentralinstituts für Alte Geschichte und Archäologie genutzt.
Im Zuge der Verlegung der deutschen Hauptstadt von Bonn nach Berlin wurde das Gebäude ab 1997 unter der Leitung des Architekturbüros Schweger & Partner für die Nutzung durch den Bundesrat adaptiert. Die erste Tagung fand dort am 29. September 2000 statt.

## Gebäude

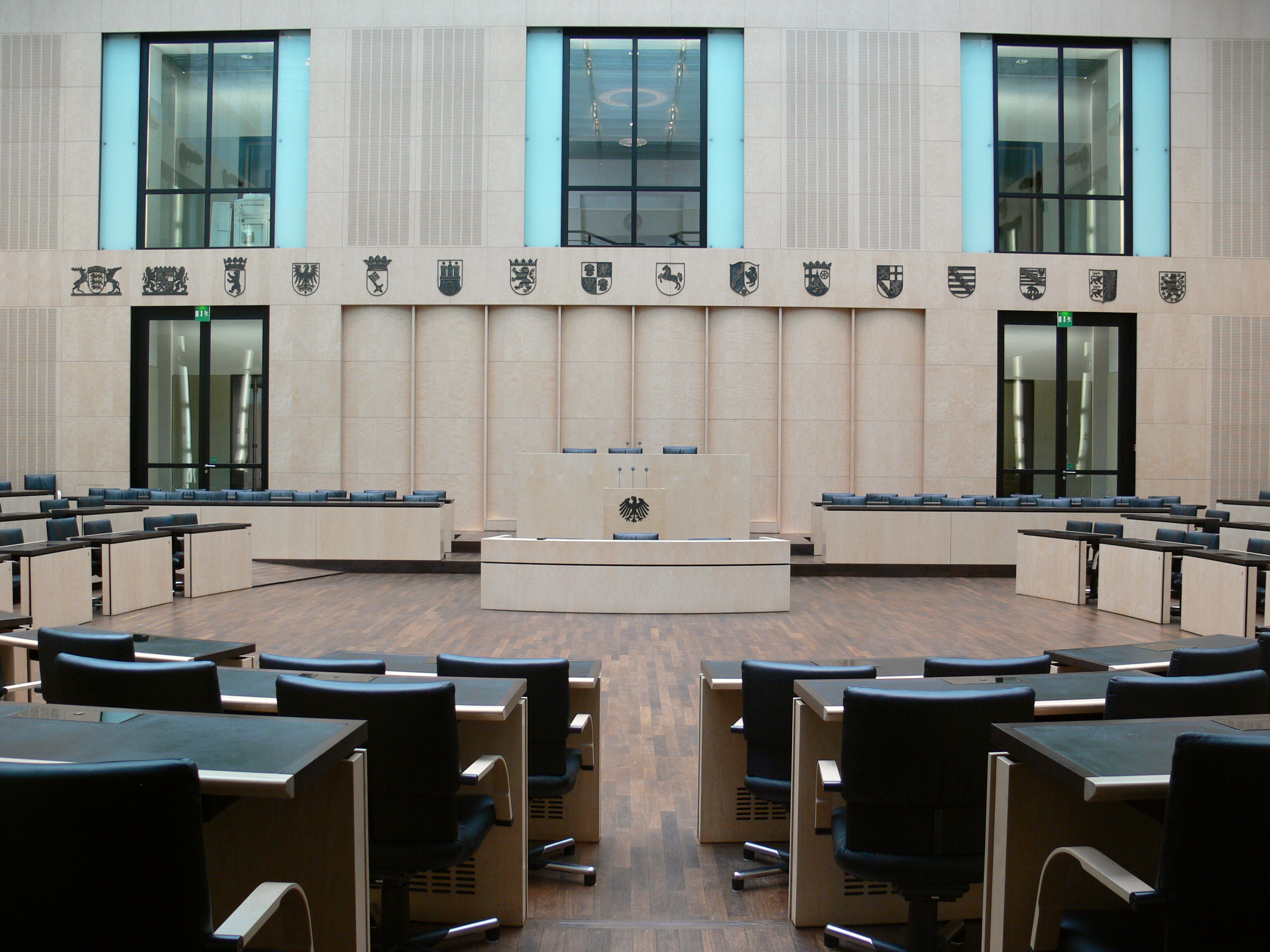
Plenarsaal des Bundesrats

Zur Leipziger Straße hin zeigt sich das Gebäude als dreiflügelige Anlage. Der Ost- und Westflügel umrahmen dabei einen hinter dem Ehrenhof mit einer kleinen Gartenanlage zurückgesetzten Mittelbau, der ein monumentales, neoklassizistisches Hauptportal aufweist. Sechs Säulen tragen ein Tympanon, das mit Werken des Bildhauers Otto Lessing gestaltet ist. Als zentrale Figur erscheint eine Borussia als Symbol der preußischen Staatsgewalt. Im Inneren folgen eine große Eingangshalle, eine Wandelhalle und schließlich der Plenarsaal. In den drei Kuppelgewölben über der Wandelhalle sind Reste von Stuckornamenten und Deckenfresken zu sehen, die bei der Renovierung der 1990er Jahre absichtlich lückenhaft belassen wurden. Der im Zweiten Weltkrieg zerstörte Plenarsaal wurde mit Parkettböden und hölzerner Wandvertäfelung völlig neu gestaltet. Über dem Sitz des Präsidiums sind die Wappen der 16 Bundesländer angebracht.
Der historische Baubestand wurde auch durch moderne künstlerische Gestaltung ergänzt: Auf dem Dach des Gebäudes wurden acht Bronzeskulpturen des dänischen Bildhauers Per Kirkeby aufgestellt; in den Lichtkuppeln der Wandelhalle ist die Installation Die drei Grazien – mattgoldene bewegliche Lanzen – der Künstlerin Rebecca Horn angebracht. Das Gebäude ist ein gelistetes Baudenkmal.